# Cincloramphus
Cincloramphus es un género de aves paseriformes perteneciente a la familia Locustellidae. Sus miembros, que viven en la Melanesia, son conocidos como yerberas y anteriormente eran colocados en los géneros Buettikoferella, Megalurus y Megalurulus.

## Especies
El género contiene las siguientes especies:
- Cincloramphus cruralis (Vigors & Horsfield, 1827) – yerbera parda;
- Cincloramphus rubiginosus (Sclater, PL, 1881) – yerbera herrumbrosa
- Cincloramphus grosvenori (Gilliard, 1960) – yerbera de Gillard;
- Cincloramphus bivittatus (Bonaparte, 1850) – yerbera de Timor;
- Cincloramphus mathewsi Iredale, 1911 – yerbera de Mathews;
- Cincloramphus macrurus (Salvadori, 1876) – yerbera papúa;
- Cincloramphus timoriensis (Wallace, 1864) – yerbera leonada;
- Cincloramphus whitneyi (Mayr, 1933) – yerbera de Melanesia;
- Cincloramphus mariae (Verreaux, J, 1869) – yerbera de Nueva Caledonia;
- Cincloramphus rufus (Reichenow, 1890) – yerbera de Fiyi;
- Cincloramphus llaneae (Hadden, 1983) – yerbera de Bougainville.